# Pythium
Pythium és un gènere d'Oomycetes paràsits. Com tots els oomicets, no es consideren fongs veritables (Eumycota).

## Morfologia
HifesPythium, com altres de la seva família Pythiaceae, normalment es caracteritzen per la producció d'hifes coenocítiques, hifes sense septum.
OogòniaGeneralment conté una única oospora
AnteridisConté un anteridi en forma de bastó.

## Reproducció
Pythium forma els seus esporangis directament sobre hifes vegetatives, a les que es mantenen units, i el seu contingut surt per un tub de descàrrega, formant una vesícula esporangial dins de la qual maduren les zoòspores. Totes les espores són de tipus secundari, amb flagels laterals. La reproducció sexual es produeix per contacte entre diversos anteridis menuts i un oogoni, a l'interior del qual es forma només una oòspora. Després d'un període de repòs, aquesta germina, donant lloc a un zoosporangi.

## Importància ecològica
Moltes espècies de Pythium, junt amb els seus parents propers, Phytophthora, són patògens de plantes d'importància econòmica en agricultura. Pythium ocasiona la podridura comuna de les arrels de les plantes. Aquesta és una malaltia molt comuna tant als camps com als hivernacles, on l'organisme ataca a la base de les arrels de les plàntules que són al planter (Jarvis, 1992). Aquesta malaltia generalment implica relacions complexes amb altres fongs, com Phytophthora i Rhizoctonia.
Les diferents espècies de Pythium tendeixen a ser inespecífiques i generalistes respecte als hostes que poden infectar. Mentre que cada espècie de Pythium pot parasitar a molts hostes diferents (Owen-Going, 2002), les espècies de Phytophthora són més específiques enfront d'aquest factor. Aquesta és la raó per la qual les espècies de Pythium són més devastadores, perquè la rotació de conreus sola sovint no erradica el problema. El guaret tampoc erradica aquest patogen, ja que Pythium també és sapròfit i pot sobreviure durant molt de temps a la matèria orgànica en descomposició.
Tanmateix, els danys ocasionats per Pythium es limiten a l'àrea de conreu. Això es deu a la baixa mobilitat de les zoòspores, que necessiten una superfície d'aigua per a traslladar-se, i a la capil·laritat del sòl, que tendeix a actuar com a filtre natural. Als sistemes hidropònics dels hivernacles, on les plantes de monocultiu es mantenen en una solució nutritiva (conté nitrogen, fosfat, potassi i micronutrients) que recircula constantment, Pythium pot causar una podridura estesa i intensa a les arrels (Jarvis, 1992; Owen-Going, 2002, Owen-Going et al., 2003). Aquesta podridura afecta a tot el conreu, arribant a desenes de milers de plantes en alguns casos, en un període de tan sols dos o quatre dies (Owen-Going, de 2002, Owen-Going et al., 2003).
Diverses espècies de Pythium incloent P. oligandrum, P. nunn, P. periplocum, i P. acanthicum són micoparàsits de fongs patògens de plantes i oomicets i tenen un potencial interès com agents de biocontrol.

## Taxonomia
- Pythium acanthicum
- Pythium acanthophoron
- Pythium acrogynum
- Pythium adhaerens
- Pythium amasculinum
- Pythium anandrum
- Pythium angustatum
- Pythium aphanidermatum
- Pythium apleroticum
- Pythium aquatile
- Pythium aristosporum
- Pythium arrhenomanes
- Pythium attrantheridium
- Pythium bifurcatum
- Pythium boreale
- Pythium buismaniae
- Pythium butleri
- Pythium campanulatum
- Pythium canariense
- Pythium capillosum
- Pythium carbonicum
- Pythium carolinianum
- Pythium catenulatum
- Pythium chamaehyphon
- Pythium chondricola
- Pythium citrinum
- Pythium coloratum
- Pythium conidiophorum
- Pythium contiguanum
- Pythium cryptoirregulare
- Pythium cucurbitacearum
- Pythium cylindrosporum
- Pythium cystogenes
- Pythium debaryanum
- Pythium deliense
- Pythium destruens
- Pythium diclinum
- Pythium dimorphum
- Pythium dissimile
- Pythium dissotocum
- Pythium echinulatum
- Pythium erinaceum
- Pythium flevoense
- Pythium folliculosum
- Pythium glomeratum
- Pythium graminicola
- Pythium grandisporangium
- Pythium guiyangense
- Pythium helicandrum
- Pythium helicoides
- Pythium heterothallicum
- Pythium hydnosporum
- Pythium hypogynum
- Pythium indigoferae
- Pythium inflatum
- Pythium insidiosum
- Pythium intermedium
- Pythium irregulare
- Pythium iwayamae
- Pythium jasmonium
- Pythium kunmingense
- Pythium litorale
- Pythium longandrum
- Pythium longisporangium
- Pythium lutarium
- Pythium macrosporum
- Pythium mamillatum
- Pythium marinum
- Pythium marsipium
- Pythium mastophorum
- Pythium megacarpum
- Pythium megalacanthum
- Pythium middletonii
- Pythium minus
- Pythium monospermum
- Pythium montanum
- Pythium multisporum
- Pythium myriotylum
- Pythium nagaii
- Pythium nodosum
- Pythium nunn
- Pythium oedochilum
- Pythium okanoganense
- Pythium oligandrum
- Pythium ornacarpum
- Pythium orthogonon
- Pythium ostracodes
- Pythium pachycaule
- Pythium pachycaule
- Pythium paddicum
- Pythium paroecandrum
- Pythium parvum
- Pythium pectinolyticum
- Pythium periilum
- Pythium periplocum
- Pythium perniciosum
- Pythium perplexum
- Pythium phragmitis
- Pythium pleroticum
- Pythium plurisporium
- Pythium polymastum
- Pythium porphyrae
- Pythium prolatum
- Pythium proliferatum
- Pythium pulchrum
- Pythium pyrilobum
- Pythium quercum
- Pythium radiosum
- Pythium ramificatum
- Pythium regulare
- Pythium rhizo-oryzae
- Pythium rhizosaccharum
- Pythium rostratifingens
- Pythium rostratum
- Pythium salpingophorum
- Pythium scleroteichum
- Pythium segnitium
- Pythium spiculum
- Pythium spinosum
- Pythium splendens
- Pythium sterilum
- Pythium stipitatum
- Pythium sulcatum
- Pythium sylvaticum
- Pythium terrestris
- Pythium torulosum
- Pythium tracheiphilum
- Pythium ultimum
  - Pythium ultimum var. ultimum
- Pythium uncinulatum
- Pythium undulatum
- Pythium vanterpoolii
- Pythium vexans
- Pythium viniferum
- Pythium violae
- Pythium volutum
- Pythium zingiberis
- Pythium zingiberum

## Bobliografia
- A. J. van der Plaats-Niterink «Monograph of the genus Pythium». Studies in Mycology, 21, 1981, pàg. 1–242.
- C. André Lévesque & Arthur W. M. de Cock «Molecular phylogeny and taxonomy of the genus Pythium». Mycological Research, 108, 12, 2004, pàg. 1363–1383. DOI: 10.1017/S0953756204001431.